# Mineiros
Mineiros est une municipalité brésilienne de l'État de Goiás et la microrégion du Sud-Ouest de Goiás.

## Sport
La ville dispose de son propre stade, le Stade Odilon Flores, dans lequel évolue la principale équipe de football de la ville, le Mineiros Esporte Clube.